# Municipio de Vänersborg
Vänersborg (en sueco: Vänersborgs kommun) es un municipio en la provincia de Västra Götaland, al suroeste de Suecia. Su sede se encuentra en la ciudad de Vänersborg. El municipio actual se creó durante la reforma del gobierno a principios de la década de 1970. En 1971, la ciudad de Vänersborg se convirtió en municipio de tipo unitario y tres años después se fusionó con tres municipios circundantes.

## Localidades
Hay 6 áreas urbanas (tätort) en el municipio:
| # | Tätort     | Población |
| - | ---------- | --------- |
| 1 | Vänersborg | 23 652    |
| 2 | Vargön     | 5042      |
| 3 | Brålanda   | 1554      |
| 4 | Frändefors | 643       |
| 5 | Nordkroken | 453       |
| 6 | Katrinedal | 412       |

## Ciudades hermanas
Vänersborg está hermanado o tiene tratado de cooperación con:
- Arsuk, Groenlandia
- Eiði, Islas Feroe
- Herning, Dinamarca
- Holmestrand, Noruega
- Husby, Alemania
- Kangasala, Finlandia
- Lich, Alemania
- Åland, Finlandia
- Siglufjörður, Islandia